# Diagrapta albipunctata
Diagrapta albipunctata är en fjärilsart som beskrevs av W. Warren 1889. Diagrapta albipunctata ingår i släktet Diagrapta och familjen nattflyn. Inga underarter finns listade i Catalogue of Life.